# Belarussisch-haitianische Beziehungen
Die belarussisch-haitianischen Beziehungen beschreiben das bilaterale Verhältnis zwischen der Republik Belarus einerseits und der Republik Haiti andererseits.
Die im Jahr 1804 von Frankreich unabhängig gewordene Republik Haiti und die 1991 nach dem Zerfall der Sowjetunion unabhängig gewordene Republik Belarus unterhalten seit 1999 diplomatische Beziehungen.
Die entsprechende gemeinsame Erklärung wurde am 29. Oktober 1999 von den Ständigen Vertretern beider Länder bei den Vereinten Nationen in New York unterzeichnet.
Es wurden keine diplomatischen oder konsularischen Vertretungen im jeweils anderen Land eingerichtet. 
Seit der Formalisierung der bilateralen Beziehungen waren weder im politischen noch im wirtschaftlichen oder kulturellen Bereich besondere Aktivitäten zu beobachten.